# Močovina (hnojivo)

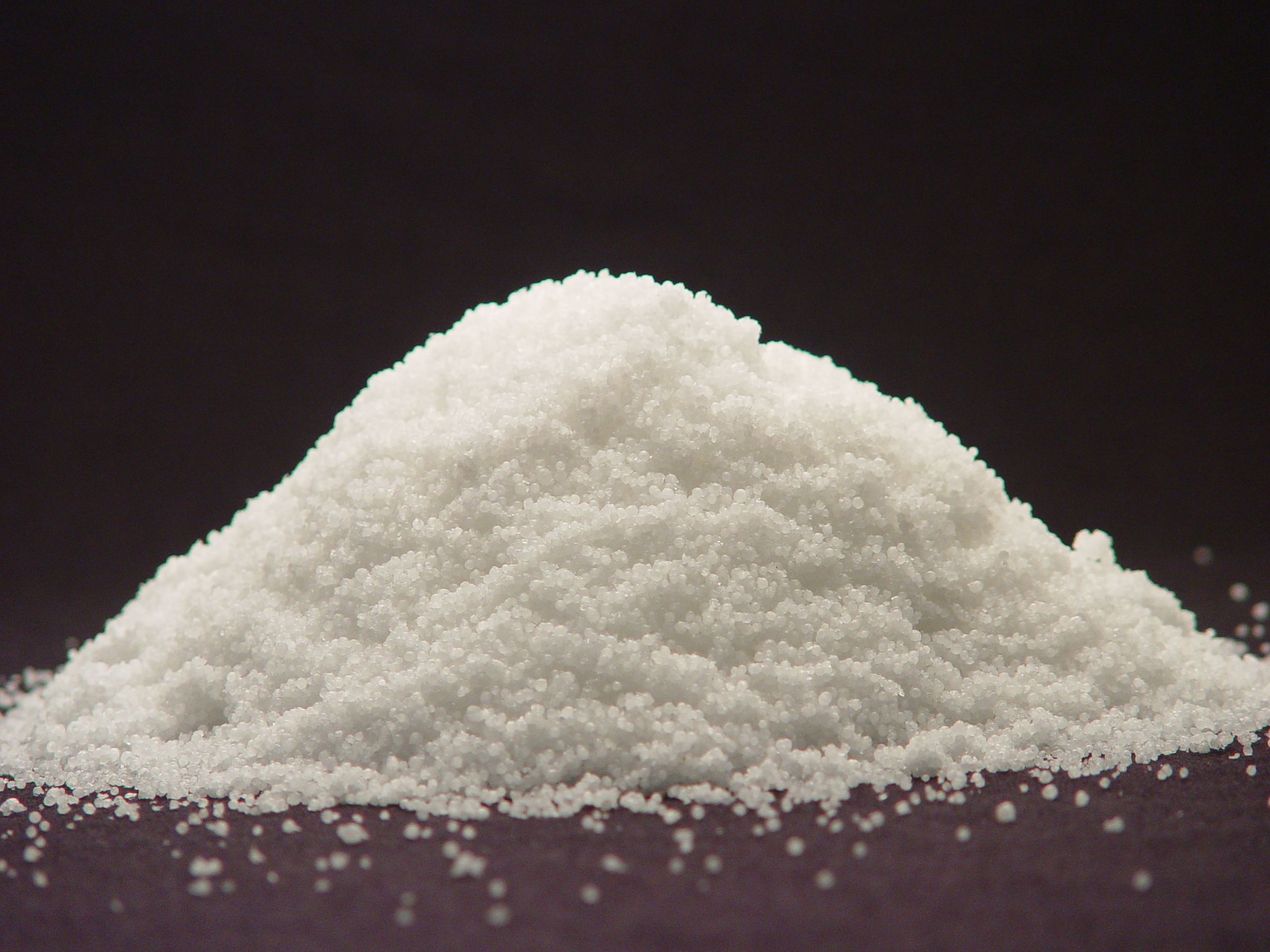

Močovina je granulované nebo prilované (kuličky s prohlubněmi) hnojivo s vysokým obsahem dusíku. Hlavní složkou hnojiva je močovina, diamid kyseliny uhličité. Močovina je nejkoncentrovanějším tuhým dusíkatým hnojivem. Po aplikaci probíhá v půdě rozklad močoviny na amonný a nitrátový dusík.

## Fyzikální vlastnosti
Hmotnost mezi 0,7 a 1,05 kg/litr. Hnojivo je upraveno proti spékavosti. Zbarvením je substrát světlý, zbarvený do šeda, či růžova.

## Složení

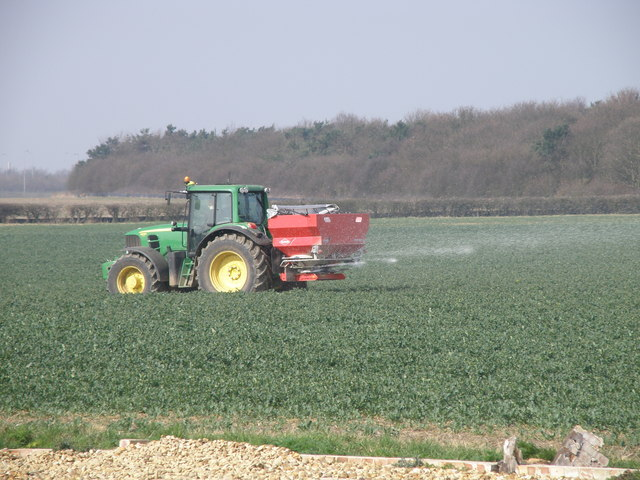
Aplikace močoviny rozmetadlem

Veškerý dusík v hnojivu je ve formě amidické, avšak v půdě se poměrně rychle rozkládá na formu amonnou a nitrátovou. Vyrábí se syntézou čpavku a oxidu uhličitého. Do hnojiva jsou přidávány přísady, inhibitory nitrifikace, nebo ureázy. Tyto látky ovlivňují přijatelnost živiny rostlinou.
Obsah látek v hnojivu močovina 46%:
- dusík – 46,0 %
- obsah biuretu až 1,2 %
- může obsahovat těžké kovy jako kadmium, olovo, rtuť, arsen, chrom.[4]

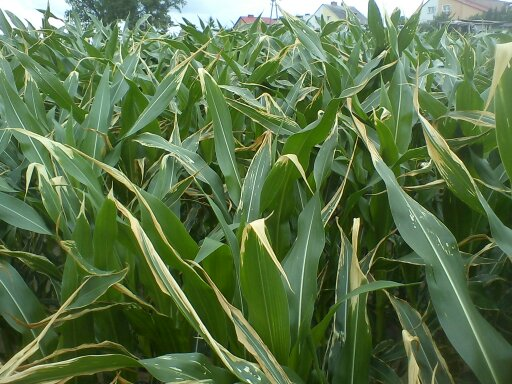
Kukuřice poškozená přihnojením močovinou na list

## Použití
Vhodné hnojivo k základnímu hnojení před setím nebo výsadbou a k přihnojování během vegetace. Aplikuje se na povrch půdy a následně se zapraví kultivací. Lze použít jako listové hnojivo. Při aplikaci na list jsou vhodné postřiky ve večerních hodinách. Při vyšších teplotách je hnojivo fytotoxické.

## Ochrana zdraví a životního prostředí
Při aplikaci a skladování nesmí znečistit vodní zdroje. Musí být uchováváno mimo dosah dětí. Při aplikaci musí být dodržovány základní bezpečnostní pokyny. Při kontaktu s hnojivem je zakázáno jíst pít a kouřit.[kým?] Je nutné používat osobní ochranné pracovní prostředky – rukavice, brýle, oděv. Je třeba se vyvarovat vdechování prachu. Při zasažení očí je nutné okamžitě důkladně vypláchnout vodou a okamžitě vyhledat lékařskou pomoc.